# Football Club Portalban/Gletterens 2022-2023
Questa voce raccoglie le informazioni riguardanti il Football Club Portalban/Gletterens nelle competizioni ufficiali della stagione 2022-2023.

## Stagione
Nella stagione 2022-2023 il Portalban/Gletterens, allenato da Edin Becirovic, Dejan Marinković e Mário Sena, concluse il campionato di Prima Lega al 14º posto. In Coppa Svizzera il Portalban/Gletterens fu eliminato al secondo turno dal Wil.

## Rosa
| N. |                           | Ruolo | Calciatore            |
| -- | ------------------------- | ----- | --------------------- |
| 1  | Bulgaria (bandiera)       | P     | Lyuboslav Stoyanov    |
| 2  | Portogallo (bandiera)     | D     | Miguel Artur          |
| 4  | Svizzera (bandiera)       | D     | Chris Fornerod        |
| 5  | Capo Verde (bandiera)     | D     | Clivel Semedo         |
| 6  | Francia (bandiera)        | A     | Jessy Mulenda Kasongo |
| 7  | Svizzera (bandiera)       | A     | Fabio Fonseca         |
| 8  | Svizzera (bandiera)       | C     | Vincent Villommet     |
| 10 | Portogallo (bandiera)     | C     | André Luís            |
| 11 | Francia (bandiera)        | A     | Marwane Hajij         |
| 14 | Rep. del Congo (bandiera) | A     | Xavier Tshiboko       |
| 16 | Francia (bandiera)        | P     | Nicolas Grivot        |
| 17 | Svizzera (bandiera)       | D     | Naim Emini            |
| 18 | Portogallo (bandiera)     | C     | André Gomes           |
| 19 | Francia (bandiera)        | C     | Marvin Louisius       |

| N. |                               | Ruolo | Calciatore                 |
| -- | ----------------------------- | ----- | -------------------------- |
| 20 | Svizzera (bandiera)           | A     | Meris Talovic              |
| 22 | Turchia (bandiera)            | C     | Sakir Yayla                |
| 23 | Svizzera (bandiera)           | P     | Davide von Andrian Werburg |
| 24 | Svizzera (bandiera)           | C     | François Meuris            |
| 27 | Portogallo (bandiera)         | A     | Fabio Delgado              |
| 28 | Svizzera (bandiera)           | C     | Stéphane Traglia           |
| 30 | Svizzera (bandiera)           | D     | Dagsan Vigneswaran         |
| 31 | Macedonia del Nord (bandiera) | D     | Elnes Alabashoski          |
| 66 | Svizzera (bandiera)           | D     | Timoté Rusca               |
| 79 | Portogallo (bandiera)         | D     | Diamantino Rocha           |
| 91 | Svizzera (bandiera)           | A     | Silva Luvualo              |
| 97 | Kosovo (bandiera)             | C     | David Krasniqi             |
|    | Portogallo (bandiera)         | P     | Ricardo Miguel Pereira     |
|    | Portogallo (bandiera)         | C     | André Teixeira Lopes       |

## Organigramma societario
Area tecnica
- Allenatore: Mário Sena
- Allenatore in seconda: Vagner Gomes
- Preparatore dei portieri:
- Preparatori atletici:

## Calciomercato

### Sessione estiva
| Acquisti | Acquisti           | Acquisti                 | Acquisti |
| R.       | Nome               | da                       | Modalità |
| -------- | ------------------ | ------------------------ | -------- |
| A        | Ilirjan Mehmetaj   | Romontois                |          |
| A        | Luther-King Adjei  | Bassecourt               |          |
| P        | Helder Moises      | Bassecourt               |          |
| D        | Elnes Alabashoski  | Neuchâtel Xamax II       |          |
| C        | André Gomes        | Monthey                  |          |
| A        | Fabio Delgado      | Yverdon                  |          |
| D        | Chris Fornerod     | Friburgo                 |          |
| C        | David Krasniqi     | Team Xamax-BEJUNE FA U18 |          |
| A        | Mileno Ribeiro     | Giouchtas                |          |
| P        | Lyuboslav Stoyanov | Muri                     |          |

| Cessioni | Cessioni      | Cessioni          | Cessioni |
| R.       | Nome          | a                 | Modalità |
| -------- | ------------- | ----------------- | -------- |
| A        | Edin Murga    | TOŠK Tešanj       |          |
| A        | Sherif Gagigo | La Chaux-de-Fonds |          |

### Sessione invernale
| Acquisti | Acquisti                   | Acquisti     | Acquisti |
| R.       | Nome                       | da           | Modalità |
| -------- | -------------------------- | ------------ | -------- |
| A        | Marwane Hajij              | Vevey United |          |
| C        | Marvin Louisius            | Vevey United |          |
| A        | Jessy Mulenda Kasongo      | Echallens    |          |
| A        | Meris Talovic              | Bavois       |          |
| P        | Nicolas Grivot             | Bienne       |          |
| A        | Xavier Tshiboko            | Echichens    |          |
| P        | Davide von Andrian Werburg | Bulle        |          |
| D        | Dagsan Vigneswaran         | Freiburger   |          |

| Cessioni | Cessioni             | Cessioni         | Cessioni |
| R.       | Nome                 | a                | Modalità |
| -------- | -------------------- | ---------------- | -------- |
| D        | Raphaël Glauser      | Yverdon II       |          |
| A        | Mileno Ribeiro       | Azzurri 90       |          |
| A        | Alexandre Varela     | Dardania Losanna |          |
| A        | Luther-King Adjei    | Köniz            |          |
| C        | Karim Diarra         | Vevey United     |          |
| D        | Jonatan Lewandrowski | Romontois        |          |
| A        | Ilirjan Mehmetaj     | Romontois        |          |
| P        | Helder Moises        | Delémont         |          |

## Risultati

### Prima Lega 2022-2023

#### andata
| Arbitro: | Tester |

|  |           |                                     |
|  | Marcatori | 57’ Mapwata 70’ Nioby 81’ Goncalves |

| Delley-Portalban 13 agosto 2022, ore 17:30 CEST 2ª giornata  | Portalban/Gletterens | 0 – 2 referto              | Martigny | Centre Sportif Les Grèves (300 spett.) |
| \| \| \| \| \| \| Marcatori \| 59’ Melly 78’ (aut.) Artur \| |                      |                            |          |                                        |
|                                                              |                      |                            |          |                                        |
|                                                              | Marcatori            | 59’ Melly 78’ (aut.) Artur |          |                                        |

| La Chaux-de-Fonds 24 agosto 2022, ore 20:00 CEST 3ª giornata                      | La Chaux-de-Fonds | 3 – 1 referto | Portalban/Gletterens | Stadio di la Charrière (280 spett.) |
| \| \| \| \| \| Stjepanovic 20’ Kasaï 89’ Vacco 90’ \| Marcatori \| 90’ Ribeiro \| |                   |               |                      |                                     |
|                                                                                   |                   |               |                      |                                     |
| Stjepanovic 20’ Kasaï 89’ Vacco 90’                                               | Marcatori         | 90’ Ribeiro   |                      |                                     |

| Delley-Portalban 27 agosto 2022, ore 17:30 CEST 4ª giornata                                                    | Portalban/Gletterens | 3 – 4 referto                            | Chênois | Centre Sportif Les Grèves (220 spett.) |
| \| \| \| \| \| Diarra 55’ Mehmetaj 83’ Delgado 90’ \| Marcatori \| 16’ Monteiro 33’, 61’ Messin 66’ Munishi \| |                      |                                          |         |                                        |
| |                      |                                          |         |                                        |
| Diarra 55’ Mehmetaj 83’ Delgado 90’                                                                            | Marcatori            | 16’ Monteiro 33’, 61’ Messin 66’ Munishi |         |                                        |

| Arbitro: | Prskalo |

|                                    |           |                   |
| Paçarizi 55’ (rig.) de Freitas 82’ | Marcatori | 89’, 90’ Mehmetaj |

| Delley-Portalban 10 settembre 2022, ore 17:30 CEST 6ª giornata                                                | Portalban/Gletterens | 2 – 4 referto                                | Sion II | Centre Sportif Les Grèves |
| \| \| \| \| \| Diarra 45’ (rig.) Mehmetaj 73’ \| Marcatori \| 29’ (rig.), 58’, 90’ Constantin 71’ Omerovic \| |                      |                                              |         |                           |
| |                      |                                              |         |                           |
| Diarra 45’ (rig.) Mehmetaj 73’                                                                                | Marcatori            | 29’ (rig.), 58’, 90’ Constantin 71’ Omerovic |         |                           |

| Arbitro: | Jaussi |

|                    |           |                        |
| Gomariz 22’ (rig.) | Marcatori | 29’ (rig.), 39’ Diarra |

| Delley-Portalban 24 settembre 2022, ore 17:30 CEST 8ª giornata                      | Portalban/Gletterens | 1 – 4 referto                        | Grand-Saconnex | Centre Sportif Les Grèves |
| \| \| \| \| \| Mehmetaj 48’ \| Marcatori \| 10’, 64’ Soares 56’ Ssebunya 66’ Ali \| |                      |                                      |                |                           |
|                                                                                     |                      |                                      |                |                           |
| Mehmetaj 48’                                                                        | Marcatori            | 10’, 64’ Soares 56’ Ssebunya 66’ Ali |                |                           |

| Losanna 1º ottobre 2022, ore 17:00 CEST 9ª giornata | Concordia Losanna | 1 – 0 referto | Portalban/Gletterens | Centre sportif de la Tuilière |
| \| \| \| \| \| Paquincha 9’ \| Marcatori \| \|      |                   |               |                      |                               |
|                                                     |                   |               |                      |                               |
| Paquincha 9’                                        | Marcatori         |               |                      |                               |

| Delley-Portalban 8 ottobre 2022, ore 17:30 CEST 10ª giornata                       | Portalban/Gletterens | 3 – 1 referto | Monthey | Centre Sportif Les Grèves (227 spett.) |
| \| \| \| \| \| Villommet 54’ Diarra 71’ (rig.), 83’ \| Marcatori \| 32’ Derivaz \| |                      |               |         |                                        |
|                                                                                    |                      |               |         |                                        |
| Villommet 54’ Diarra 71’ (rig.), 83’                                               | Marcatori            | 32’ Derivaz   |         |                                        |

| Coffrane 16 ottobre 2022, ore 14:00 CEST 11ª giornata                   | Coffrane  | 1 – 2 referto           | Portalban/Gletterens | Centre Sportif Les Geneveys (200 spett.) |
| \| \| \| \| \| Becirovic 81’ \| Marcatori \| 45’ Krasniqi 50’ Diarra \| |           |                         |                      |                                          |
|                                                                         |           |                         |                      |                                          |
| Becirovic 81’                                                           | Marcatori | 45’ Krasniqi 50’ Diarra |                      |                                          |

| Delley-Portalban 29 ottobre 2022, ore 17:30 CEST 12ª giornata             | Portalban/Gletterens | 0 – 4 referto                           | Meyrin | Centre Sportif Les Grèves |
| \| \| \| \| \| \| Marcatori \| 28’ Sarr 63’ Jourdan 77’ Sene 86’ Costa \| |                      |                                         |        |                           |
|                                                                           |                      |                                         |        |                           |
|                                                                           | Marcatori            | 28’ Sarr 63’ Jourdan 77’ Sene 86’ Costa |        |                           |

| Naters 6 novembre 2022, ore 14:30 CET 13ª giornata               | Naters    | 1 – 2 referto        | Portalban/Gletterens | Sportanlage Stapfen |
| \| \| \| \| \| Mobulu 9’ \| Marcatori \| 24’ Luís 84’ Delgado \| |           |                      |                      |                     |
|                                                                  |           |                      |                      |                     |
| Mobulu 9’                                                        | Marcatori | 24’ Luís 84’ Delgado |                      |                     |

| Delley-Portalban 12 novembre 2022, ore 17:30 CET 14ª giornata         | Portalban/Gletterens | 0 – 3 referto                       | Servette U-21 | Centre Sportif Les Grèves |
| \| \| \| \| \| \| Marcatori \| 55’ Ouattara 67’, 79’ (rig.) Chaïbi \| |                      |                                     |               |                           |
|                                                                       |                      |                                     |               |                           |
|                                                                       | Marcatori            | 55’ Ouattara 67’, 79’ (rig.) Chaïbi |               |                           |

| Echallens 19 novembre 2022, ore 16:00 CET 15ª giornata                | Echallens | 1 – 2 referto             | Portalban/Gletterens | Stade des Trois Sapins (300 spett.) |
| \| \| \| \| \| Grand 17’ \| Marcatori \| 49’ Villommet 82’ Fonseca \| |           |                           |                      |                                     |
|                                                                       |           |                           |                      |                                     |
| Grand 17’                                                             | Marcatori | 49’ Villommet 82’ Fonseca |                      |                                     |

#### ritorno
| Vevey 26 novembre 2022, ore 16:00 CET 16ª giornata      | Vevey United | 1 – 1 referto | Portalban/Gletterens | Stade de Copet (375 spett.) |
| \| \| \| \| \| Nioby 90’ \| Marcatori \| 45’ Fonseca \| |              |               |                      |                             |
|                                                         |              |               |                      |                             |
| Nioby 90’                                               | Marcatori    | 45’ Fonseca   |                      |                             |

| Martigny 25 febbraio 2023, ore 17:00 CET 17ª giornata | Martigny  | 0 – 1 referto | Portalban/Gletterens | Stade d'Octodure (115 spett.) |
| \| \| \| \| \| \| Marcatori \| 75’ Luvualo \|         |           |               |                      |                               |
|                                                       |           |               |                      |                               |
|                                                       | Marcatori | 75’ Luvualo   |                      |                               |

| Delley-Portalban 4 marzo 2023, ore 17:30 CET 18ª giornata | Portalban/Gletterens | 0 – 1 referto | La Chaux-de-Fonds | Centre Sportif Les Grèves |
| \| \| \| \| \| \| Marcatori \| 25’ Cattin \|              |                      |               |                   |                           |
|                                                           |                      |               |                   |                           |
|                                                           | Marcatori            | 25’ Cattin    |                   |                           |

| Trois-Chenes 11 marzo 2023, ore 17:30 CET 19ª giornata      | Chênois   | 2 – 0 referto | Portalban/Gletterens | Stade des Trois-Chêne |
| \| \| \| \| \| Barriviera 15’ Messin 65’ \| Marcatori \| \| |           |               |                      |                       |
|                                                             |           |               |                      |                       |
| Barriviera 15’ Messin 65’                                   | Marcatori |               |                      |                       |

| Delley-Portalban 18 marzo 2023, ore 17:30 CET 20ª giornata | Portalban/Gletterens | 0 – 0 referto | Terre Sainte | Centre Sportif Les Grèves |

| Saviése 25 marzo 2023, ore 15:00 CET 21ª giornata | Sion II | 0 – 0 referto | Portalban/Gletterens | Stade de Saint-Germain |

| Delley-Portalban 1º aprile 2023, ore 17:30 CEST 22ª giornata | Portalban/Gletterens | 1 – 1 referto | La Sarraz-Eclépens | Centre Sportif Les Grèves |
| \| \| \| \| \| Tshiboko 62’ \| Marcatori \| 18’ Benkreira \| |                      |               |                    |                           |
|                                                              |                      |               |                    |                           |
| Tshiboko 62’                                                 | Marcatori            | 18’ Benkreira |                    |                           |

| Le Grand-Saconnex 5 aprile 2023, ore 20:30 CEST 23ª giornata    | Grand-Saconnex | 2 – 0 referto | Portalban/Gletterens | Stade du Blanché |
| \| \| \| \| \| Fornerod 8’ (aut.) Rahimi 53’ \| Marcatori \| \| |                |               |                      |                  |
|                                                                 |                |               |                      |                  |
| Fornerod 8’ (aut.) Rahimi 53’                                   | Marcatori      |               |                      |                  |

| Delley-Portalban 15 aprile 2023, ore 17:30 CEST 24ª giornata                               | Portalban/Gletterens | 4 – 0 referto | Concordia Losanna | Centre Sportif Les Grèves |
| \| \| \| \| \| Fonseca 11’ (rig.) Delgado 39’ Tshiboko 70’ Krasniqi 90’ \| Marcatori \| \| |                      |               |                   |                           |
|                                                                                            |                      |               |                   |                           |
| Fonseca 11’ (rig.) Delgado 39’ Tshiboko 70’ Krasniqi 90’                                   | Marcatori            |               |                   |                           |

| Monthey 22 aprile 2023, ore 17:00 CEST 25ª giornata                       | Monthey   | 2 – 1 referto | Portalban/Gletterens | Stade Philippe-Pottier |
| \| \| \| \| \| Tissières 71’ Oliveira 90’ \| Marcatori \| 64’ Tshiboko \| |           |               |                      |                        |
|                                                                           |           |               |                      |                        |
| Tissières 71’ Oliveira 90’                                                | Marcatori | 64’ Tshiboko  |                      |                        |

| Delley-Portalban 30 aprile 2023, ore 15:00 CEST 26ª giornata                       | Portalban/Gletterens | 4 – 1 referto | Coffrane | Centre Sportif Les Grèves |
| \| \| \| \| \| Hajij 6’ Fonseca 37’, 83’ Delgado 59’ \| Marcatori \| 66’ Perrot \| |                      |               |          |                           |
|                                                                                    |                      |               |          |                           |
| Hajij 6’ Fonseca 37’, 83’ Delgado 59’                                              | Marcatori            | 66’ Perrot    |          |                           |

| 6 maggio 2023, ore 17:00 CEST 27ª giornata | Meyrin | 3 – 2 | Portalban/Gletterens |  |

| 13 maggio 2023, ore 15:00 CEST 28ª giornata | Portalban/Gletterens | 3 – 0 | Naters |  |

| 20 maggio 2023, ore 16:00 CEST 29ª giornata | Servette U-21 | 5 – 0 | Portalban/Gletterens |  |

| 27 maggio 2023, ore 15:00 CEST 30ª giornata | Portalban/Gletterens | 0 – 2 | Echallens |  |

### Coppa Svizzera
| Arbitro: | Qovanaj |

|          |           |  |
| Luís 18’ | Marcatori |  |

| Arbitro: | Schärli |

|  |           |                             |
|  | Marcatori | 62’ Lukembila 79’ Reichmuth |

## Statistiche

### Statistiche di squadra
| Competizione   | Punti | In casa | In casa | In casa | In casa | In casa | In casa | In trasferta | In trasferta | In trasferta | In trasferta | In trasferta | In trasferta | Totale | Totale | Totale | Totale | Totale | Totale | DR  |
| Competizione   | Punti | G       | V       | N       | P       | Gf      | Gs      | G            | V            | N            | P            | Gf           | Gs           | G      | V      | N      | P      | Gf     | Gs     | DR  |
| -------------- | ----- | ------- | ------- | ------- | ------- | ------- | ------- | ------------ | ------------ | ------------ | ------------ | ------------ | ------------ | ------ | ------ | ------ | ------ | ------ | ------ | --- |
| Prima Lega     | 32    | 15      | 4       | 2       | 9       | 21      | 30      | 15           | 5            | 3            | 7            | 16           | 25           | 30     | 9      | 5      | 16     | 37     | 55     | -18 |
| Coppa Svizzera | -     | 2       | 1       | 0       | 1       | 1       | 2       | 0            | 0            | 0            | 0            | 0            | 0            | 2      | 1      | 0      | 1      | 1      | 2      | -1  |
| Totale         | 32    | 17      | 5       | 2       | 10      | 22      | 32      | 15           | 5            | 3            | 7            | 16           | 25           | 32     | 10     | 5      | 17     | 38     | 57     | -19 |

### Andamento in campionato
| Giornata  | 1  | 2  | 3  | 4  | 5  | 6  | 7  | 8  | 9  | 10 | 11 | 12 | 13 | 14 | 15 | 16 | 17 | 18 | 19 | 20 | 21 | 22 | 23 | 24 | 25 | 26 | 27 | 28 | 29 | 30 |
| --------- | -- | -- | -- | -- | -- | -- | -- | -- | -- | -- | -- | -- | -- | -- | -- | -- | -- | -- | -- | -- | -- | -- | -- | -- | -- | -- | -- | -- | -- | -- |
| Luogo     | C  | C  | T  | C  | T  | C  | T  | C  | T  | C  | T  | C  | T  | C  | T  | T  | T  | C  | T  | C  | T  | C  | T  | C  | T  | C  | T  | C  | T  | C  |
| Risultato | P  | P  | P  | P  | N  | P  | V  | P  | P  | V  | V  | P  | V  | P  | V  | N  | V  | P  | P  | N  | N  | N  | P  | V  | P  | V  | P  | V  | P  | P  |
| Posizione | 15 | 15 | 16 | 16 | 15 | 16 | 14 | 15 | 16 | 15 | 15 | 15 | 13 | 13 | 13 | 13 | 10 | 13 | 13 | 13 | 13 | 14 | 14 | 13 | 14 | 12 | 13 | 11 | 12 | 14 |

Legenda:

Luogo: C = Casa; T = Trasferta. Risultato: V = Vittoria; N = Pareggio; P = Sconfitta.